# Vombisidris nahet
Vombisidris nahet é uma espécie de formiga do gênero Vombisidris, pertencente à subfamília Myrmicinae.